# Население Ливии

## Население

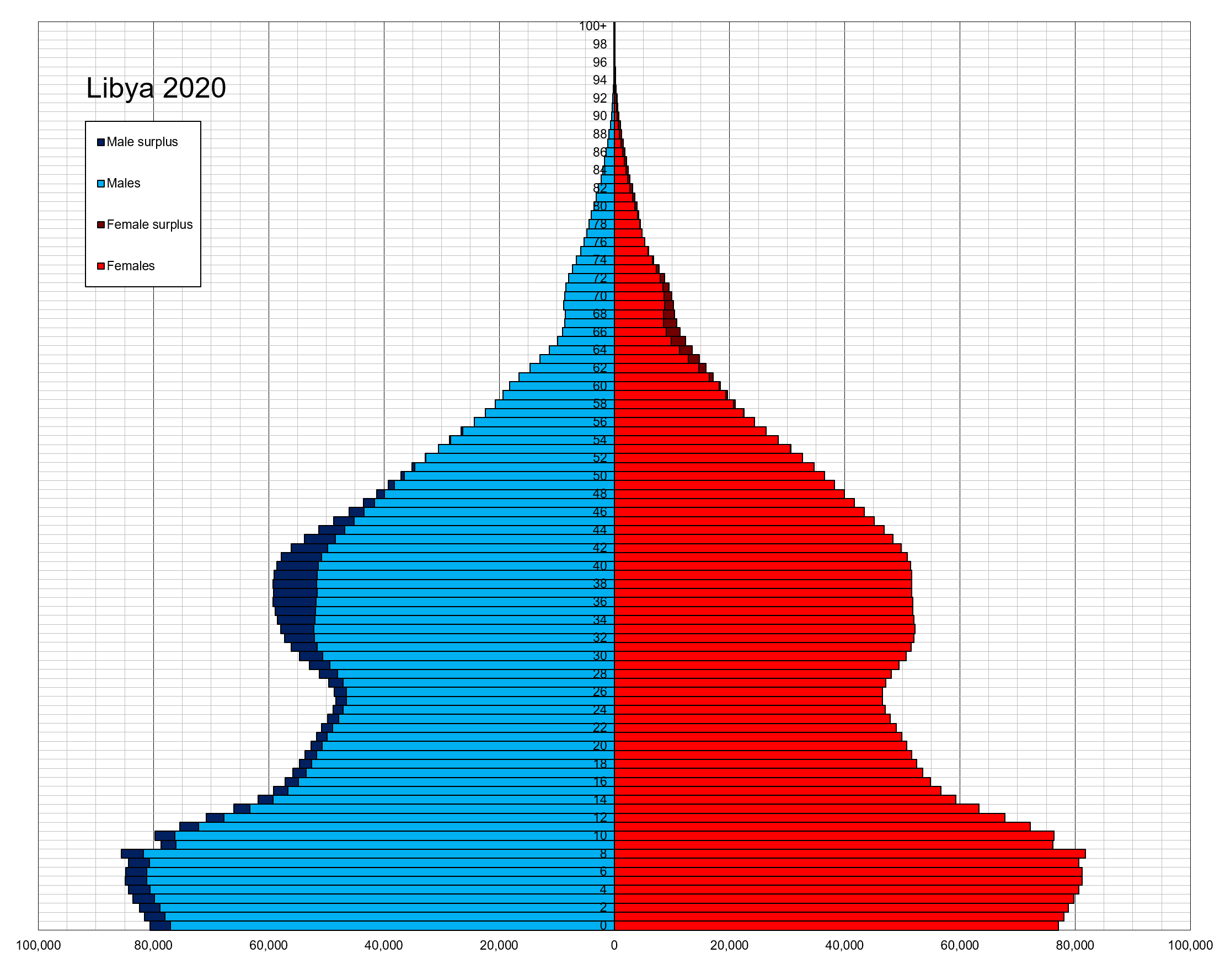
Возрастно-половая пирамида населения Ливии на 2020 год

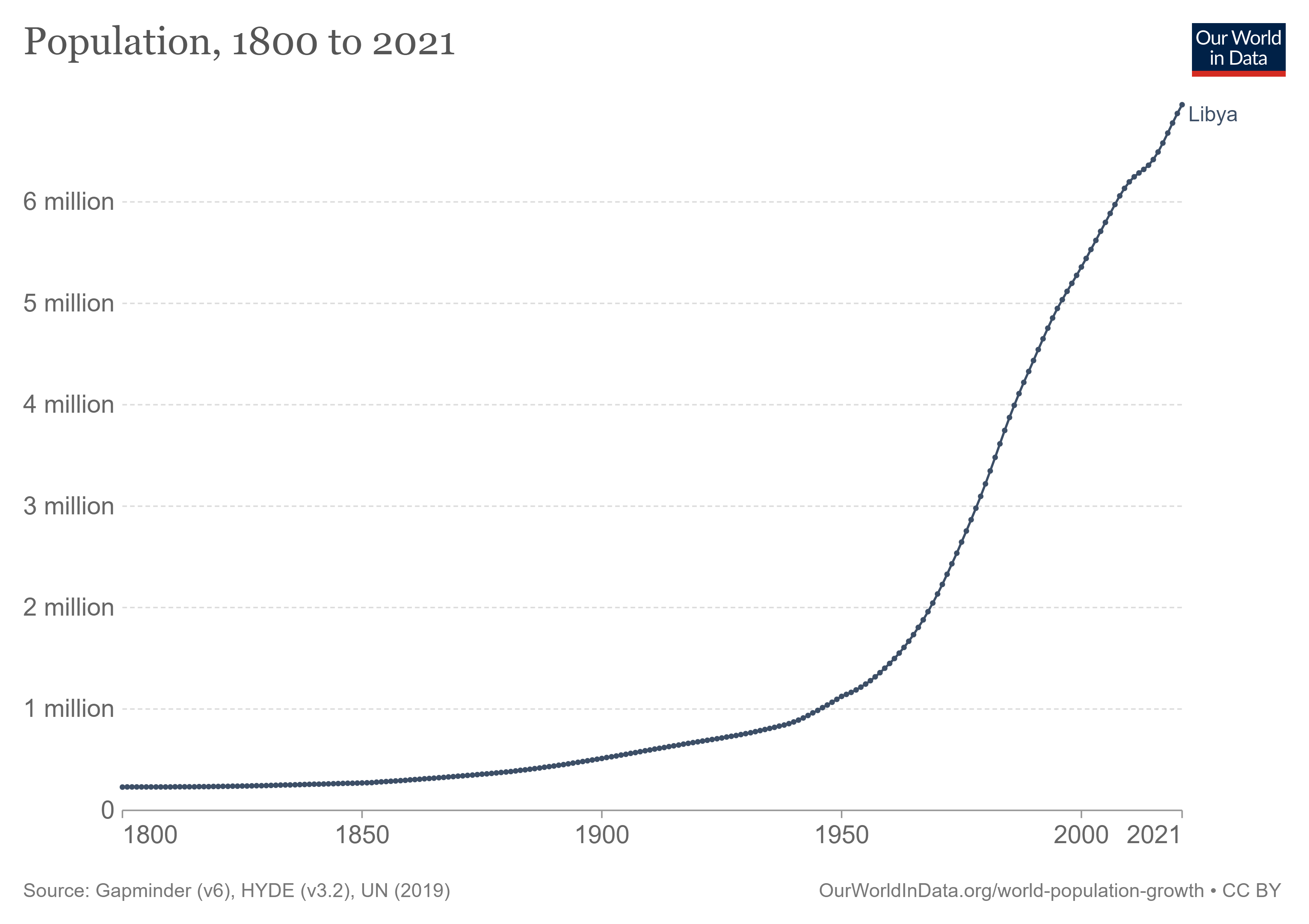
Демографическая кривая Ливии

Этнические группы Ливии
Арабы и арабоязычные берберы
Берберы
Туареги
Тубу
незаселённые территории

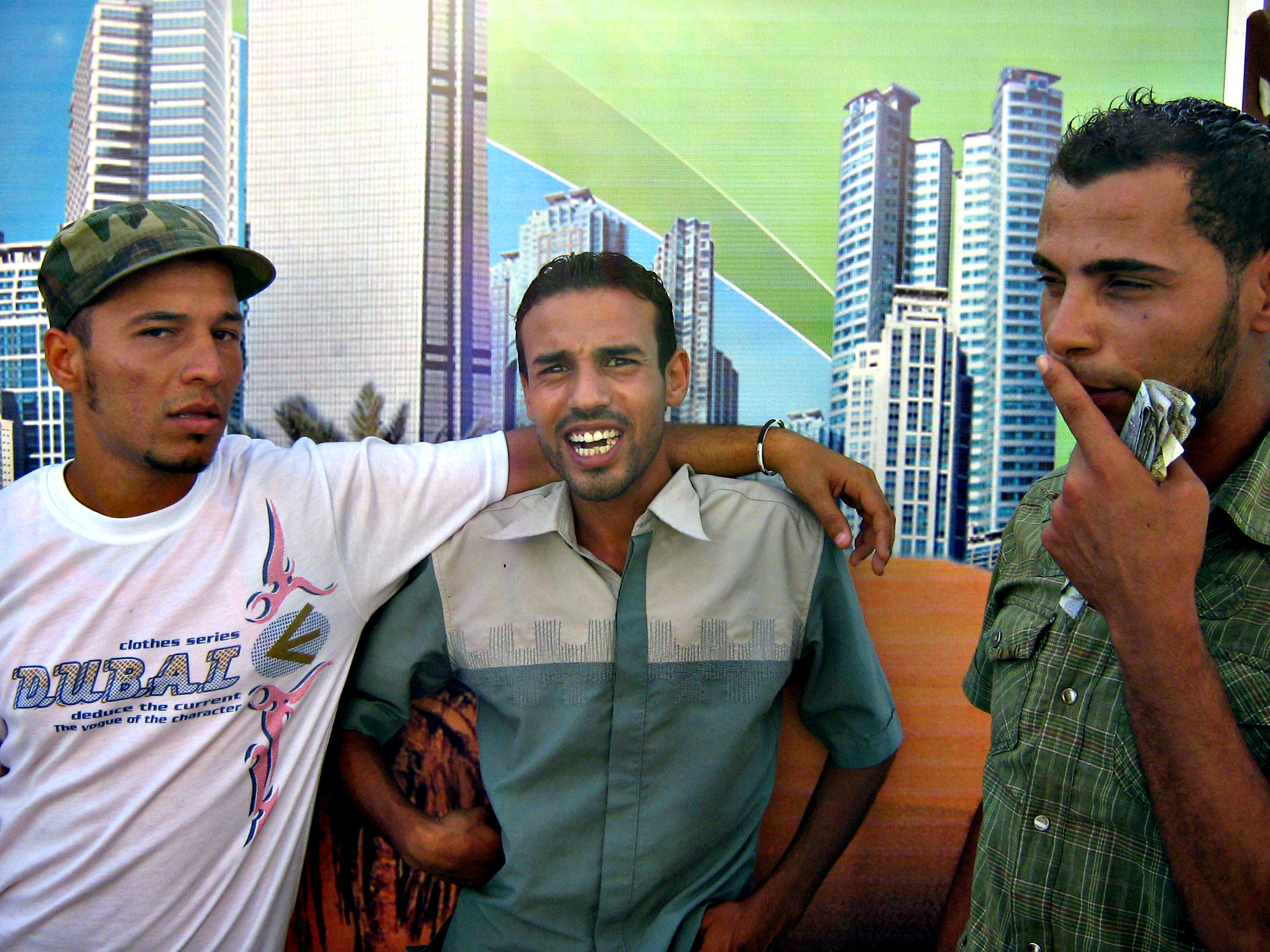
Молодые ливийцы

Сравнительно небольшое население Ливии (5 700 000 человек) проживает на огромной территории (1 800 000 км²). В двух северных районах Триполитания и Киренаика плотность населения составляет около 50 чел./км². На остальной территории приходится менее одного человека на 1 км². Девять десятых населения живёт на менее одной десятой части территории Ливии, в основном на побережье Ливийского моря. 88 % населения живёт в городах, в основном в Триполи и Бенгази. Больше трети населения моложе 15 лет. В ходе кровавой гражданской войны погибло более 50 тысяч человек, больше миллиона ливийцев покинуло страну.
Население Ливии однородно, большинство составляют арабы, в Триполи и ряде крупных городов проживают черкесы, в юго-западной части Триполитании также проживают берберы, а в Феццане проживает небольшая община туарегов. Также имеются небольшие общины греков, турок, итальянцев и мальтийцев, которые в основном занимаются добычей морских губок.

## Традиционная социальная организация
Для населения Ливии характерно сохранение вплоть до настоящего времени (хотя и в значительно ослабленном виде) родоплеменной организации. Особенно это характерно для Киренаики, Феццана и района Западных гор в Триполитании.

## Возрастная структура
- 0—14 лет: 36 % (мальчиков 938 476; девочек 899 139)
- 15—64 лет: 60 % (мужчин 1 595 306; женщин 1 485 069)
- 65 лет и старше: 4 % (стариков 97 770; старушек 99 690) (2000 г.)

## Прогнозируемая продолжительность жизни (довоенная)
- Общая: 75,45 лет
  - мужчины: 73,34 лет
  - женщины: 77,66 лет (2000 г.)

## Коэффициент рождаемости
- 2,12 ребёнка на одну женщину (2012 г.).

## Религия
мусульман-суннитов 97 %, христианской (коптской православной, католической, англиканской) 3 %, прочие <1 %.

## Грамотность
Определение: в возрасте 15 лет и старше могут читать и писать.
- Всё население: 95,4 %
  - мужчины: 96,9 %
  - женщины: 94 % (2006 г.)